# 美国国家科学院院刊
《美国国家科学院院刊》（英語：Proceedings of the National Academy of Sciences of the United States of America，通常简称为PNAS；PNAS USA），又译为《美国科学院院报》，是美国国家科学院的官方学术周刊。创刊于1915年。院刊出版前沿研究报告、述评、综述、前瞻、学术讨论会论文等。该刊覆盖生物学、化學、物理学、数学和社会科学。

## 历史
《美国国家科学院院刊》由美国国家科学院于1914年创立，1915年出版发行第一期。在美国国家科学院院刊创办前，美国国家科学院出版过三卷该组织的会议记录，内容包括大部分会议纪要和年度报告。

### 期刊历任主编
《美国国家科学院院刊》历任主编如下
- 1914年－1918年：亚瑟·阿莫斯·诺伊斯（Arthur A. Noyes）
- 1918年－1940年：Raymond Pearl
- 1940年－1949年：罗伯特·密立根（Robert Millikan）
- 1950年－1955年：萊納斯·鮑林（Linus Pauling）
- 1955年－1960年：温德尔·梅雷迪思·斯坦利（Wendell Meredith Stanley）
- 1960年－1968年：桑德斯·麥克蘭恩（Saunders Mac Lane）
- 1968年－1972年：约翰·泰尔斯顿·埃兹尔（John T. Edsall）
- 1972年－1980年：罗伯特·路易斯·辛舍梅（Robert Louis Sinsheimer）
- 1980年－1984年：Daniel E. Koshland, Jr.
- 1985年－1988年：Maxine Singer
- 1988年－1991年：Igor B. Dawid
- 1991年－1995年：Lawrence Bogorad
- 1995年－2006年：尼古拉斯·R·科扎雷利（Nicholas R. Cozzarelli）
- 2006年－2011年：兰迪·谢克曼（Randy Schekman）
- 2011年－2018年：Inder M. Verma
- 2018年－至今: May R Berenbaum

## 同行评审
所有在《美国国家科学院院刊》上出版的研究型论文都是经过同行评审的。每一篇刊登在《美国国家科学院院刊》的论文都会标明负责该论文同行评审工作的编辑姓名。该刊的论文评审标准模式是首先将论文直接提交到美国国家科学院院刊而非通过美国国家科学院院士。美国国家科学院的院士每年可以处理最多4篇以他本人为论文作者的论文的同行评审过程—因为这些论文的审稿人由院士本人挑选并与之直接联系沟通的，所以这些论文的同行评审过程是公开的。这些论文同《美国国家科学院院刊》其他所有论文一样，经提交和评审后由《美国国家科学院院刊》编辑委员会评估是否发表。在2010年1月1日之前美国国家科学院院士每年獲准处理最多2篇来自非美国国家科学院院士所提交的论文，这些论文的评审过程是匿名的，不会將论文评审人的身份告知作者，而审稿人由美国国家科学院院士挑选。1995年当时刚上任的主编Nicholas R. Cozzarelli首次将直接投稿（Direct submission）这种方式引入《美国国家科学院院刊》。在这种投稿模式下，论文作者不论是否是美国国家科学院院士都可以直接将稿件递交至期刊编辑办公室，经编委会（由美国国家科学院院士全体组成）初步筛选后交由该论文所涉领域的专家匿名评审。而在此之前该期刊发表的论文都是通过沟通后投稿的方式（Communicated submissions）发表的，这种方式需要作者先与论文所涉及相关研究领域的美国国家科学院院士进行沟通，经沟通确认论文的研究工作重要性足以在该刊物发表后再提交论文稿件进行同行评审。从2010年7月1日起，美国国家科学院院刊完全淘汰了沟通后提交论文的投稿模式，改为全部采用直接投稿。这一改变使得论文作者在将稿件递交至《美国国家科学院院刊》前可先自由指定一位美国国家科学院的院士作为“预先安排的编辑”来处理他们的稿件，递交后的稿件由刊物的编委会分配，对原则上已同意负责该稿件编辑的院士编委会会予以特别考虑。

## 影响
《美国国家科学院院刊》拥有广泛的读者群，尤其是世界各地从事基础科学领域研究的科学工作者。与《自然》和《科学》一样，是世界上最负盛名的基础科学领域的学术杂志之一。

## 具有双重用途和牵涉国家安全的论文
2003年《美国国家科学院院刊》发表了一篇社论，阐明了该刊物在发表生命科学领域敏感材料时的政策。文中提道“对于那些已提交的、有可能会被认为不妥、且一旦发表将会危及公众福利的论文材料，我们会继续加以监督”。